# Bob Carlisle
Bob Carlisle (Los Angeles, 29 september 1956) is een Amerikaans singer-songwriter van voornamelijk christelijke muziek. Hij heeft in zijn carrière met meerdere bands opgetreden, waaronder Allies en Billy Thermal. Daarnaast is hij actief als solozanger.
Carlisle is vooral bekend van de ballade Butterfly Kisses, afkomstig van zijn derde soloalbum Shades of Grace. Dit lied stond tot en met 2015 in elke editie van de Top 2000. Carlisle schreef het lied in samenwerking met Randy Thomas. Het lied leverde hun beiden in 1997 de Grammy Award voor beste countrylied op. Tevens won Carlisle voor het lied de Dove Award voor beste lied van het jaar.
Bij de heruitgave van het album werd het hernoemd naar Butterfly Kisses (Shades of Grace).
Carlisle heeft 2 kinderen.

## Discografie

### Albums
| Album met eventuele hitnotering(en) in de Nederlandse Album Top 100 | Datum van verschijnen | Datum van binnenkomst | Hoogste positie | Aantal weken | Opmerkingen   |
| ------------------------------------------------------------------- | --------------------- | --------------------- | --------------- | ------------ | ------------- |
| Bob Carlisle                                                        | 15-06-1993            | -                     |                 |              |               |
| The hope of a man                                                   | 15-11-1994            | -                     |                 |              |               |
| Butterfly kisses (Shades of Grace)                                  | 13-05-1997            | 18-10-1997            | 79              | 4            |               |
| Stories from the heart                                              | 29-09-1998            | -                     |                 |              |               |
| That wonderful someone                                              | 14-09-1999            | -                     |                 |              |               |
| Nothing but the truth                                               | 22-08-2000            | -                     |                 |              |               |
| The best of Bob Carlisle                                            | 21-05-2002            | -                     |                 |              | Verzamelalbum |

### Singles
| Single met eventuele hitnotering(en) in de Nederlandse Top 40 | Datum van verschijnen | Datum van binnenkomst | Hoogste positie | Aantal weken | Opmerkingen              |
| ------------------------------------------------------------- | --------------------- | --------------------- | --------------- | ------------ | ------------------------ |
| Butterfly Kisses                                              | 1997                  | 04-10-1997            | 15              | 16           | #16 in de Single Top 100 |

### NPO Radio 2 Top 2000
| Nummer met noteringen in de NPO Radio 2 Top 2000 | '99 | '00  | '01  | '02  | '03  | '04  | '05  | '06  | '07 | '08  | '09  | '10  | '11  | '12  | '13  | '14  | '15  |
| ------------------------------------------------ | --- | ---- | ---- | ---- | ---- | ---- | ---- | ---- | --- | ---- | ---- | ---- | ---- | ---- | ---- | ---- | ---- |
| Butterfly Kisses                                 | 816 | 1199 | 1644 | 1151 | 1318 | 1229 | 1283 | 1231 | 718 | 1038 | 1590 | 1707 | 1755 | 1659 | 1556 | 1729 | 1782 |

1. ↑  Een vetgedrukt getal geeft de hoogste notering aan.
2. ↑  Deze tabel is bijgewerkt tot en met de laatste editie (2024).

- Gemeinsame Normdatei: 134343638
- International Standard Name Identifier: 0000 0000 5546 6546
- Library of Congress Control Number: n97085346
- MusicBrainz: 134ab384-5fa8-45d6-8052-876d0e4790a2
- Nederlandse Thesaurus van Auteursnamen: 162029659
- Virtual International Authority File: 23886590
- WorldCat: E39PBJcrgkFY8HcdCpXqpPGT73